# 長野県松本蟻ヶ崎高等学校
長野県松本蟻ヶ崎高等学校（ながのけんまつもとありがさきこうとうがっこう）は、長野県松本市蟻ケ崎にある公立高等学校である。1975年（昭和50年）まで女子高であり、現在は共学となったものの女子の比率はいまだに高めである。
文化祭は「ぎんが祭」と称し、その名称は銀河を意匠化した校章に由来する。

## 沿革
- 1901年（明治34年）4月13日 - 松本高等女学校として開校。
- 1901年（明治34年）7月26日 - 長野県立代用松本町立高等女学校に改称。
- 1907年（明治40年）5月8日 - 長野県市立松本高等女学校に改称。
- 1909年（明治42年）4月1日 - 長野県令38号により、長野県立松本高等女学校に改称[1]。
- 1920年（大正9年）4月1日 - 長野県松本高等女学校に改称。
- 1929年（昭和4年）4月1日 - 長野県松本第二高等女学校が開校。
- 1948年（昭和23年）4月1日 - 学制改革により、長野県松本高等女学校が長野県松本蟻ヶ崎高等学校に、長野県松本第二高等女学校が長野県松本真澄高等学校となる。
- 1949年（昭和24年）4月1日 - 長野県松本真澄高等学校が、長野県松本蟻ヶ崎高等学校に統合。
- 1975年（昭和50年）4月3日 - 男女共学となる。
- 2001年（平成13年）10月6日 - 創立100周年記念式典

## 教育目標
- 自由、平等、博愛と自主、自立、自存の精神を涵養する。
- より文化的で、暮らしやすい社会の形成者として、希望と未来のある世界の構築に実践的に参画することのできる個性豊かな人材を育成する。

## 出身者
- 遠藤武文 - 作家
- 神田正宏 - 漫画家
- 草間彌生 - 現代美術家（高等女学校卒）
- 北沢郁子 - 歌人（高等女学校卒）
- 北原奈々子 - 女優
- 川島芳子（愛新覚羅 顯㺭） - （高等女学校中途退学）
- 丸山政也 - 怪談作家
- 岩垂徳行 - 作曲家
- 羽多野渉 - 声優、歌手
- 青木希素江 - デザイナー
- 清水貴栄 - デザイナー
- 中山奈々美 - プロ雀士
- 浅田梨奈 - プロボウラー
- 佐藤綾子 - 日本大学芸術学部教授
- 黒瀬翔生 - フジテレビアナウンサー
- 山本知佳 - 声楽家（ソプラノ）

## 校章
現在の校章は昭和24年、新制高校として誕生した時に全校投票で選ばれた。
ハイスクールの「S」を、銀河をイメージしてデザイン化したもの。純銀台に七宝をしたもので、緑色で縁をとり、中は薄梨地で星を浮かしている。緑色は「若さ」「希望」「理想」であり、薄梨地は「光明」「真実」の星で表している。また天の川はこれからつくられていく校風を意味し、「伝統」を表現。
二つの星は第一高女、第二高女を顕す。
第一高等女学校時代は、八咫鏡。

## 校歌
- 校歌（作詞：黒田美雄 作曲：飯沼信義）

## 交通
鉄道最寄り駅
- 東日本旅客鉄道
  - 篠ノ井線：松本駅
  - 大糸線：北松本駅

路線バス
- 松本電鉄バス
  - 北市内線・岡田線・アルプス公園線：蟻ヶ崎高校前下車